# 100 56 TK海岸炮

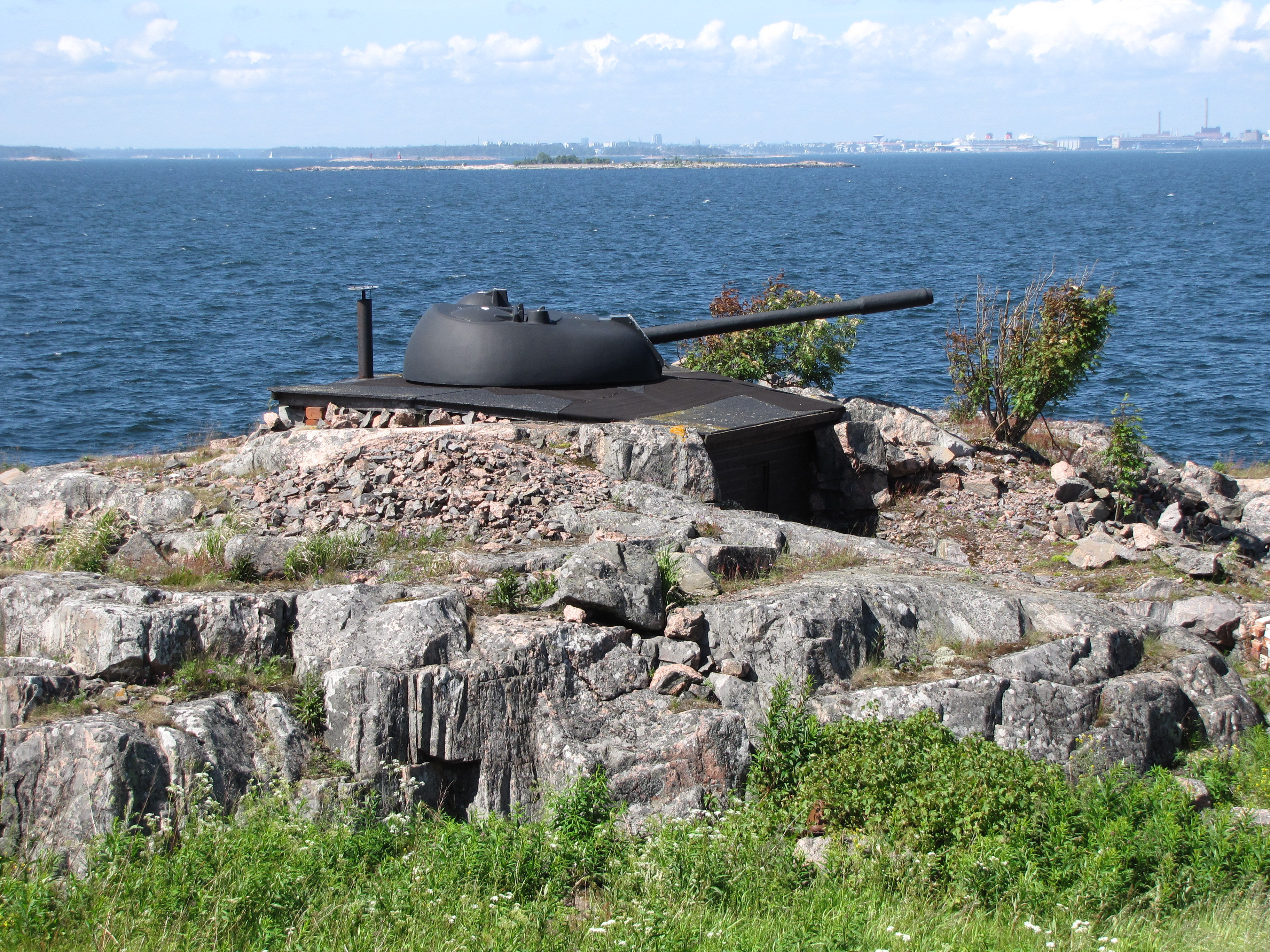
在庫伊瓦島以上的100 56 TK誘餌

100 56 TK（全寫：100毫米口徑，56倍徑長，砲塔炮；簡稱：100 TK）是芬蘭利用蘇聯T-55主戰坦克的砲塔和其100毫米口徑D-10戰車砲改造和生產的固定式海岸炮。直到2012年撤裝以前，100 56 TK是芬蘭海岸炮兵隊的主要輕量級武器，並且補充了130 TK在海岸炮中的作用。

## 背景
第二次世界大战以後，芬蘭的主要固定輕型海岸炮是設於防禦工事以內較舊式的重型高射炮，這些高射炮已不敷防空勤務需求，因此被過渡為海岸砲，主要是76 ItK 16 V和76 ItK 31 ss兩款型號。隨著艦船演進，這些火炮在火力、射程和生存能力等各方面都已不堪使用，這時芬蘭首次提出了將坦克的砲塔，例如「御夫座」和「彗星」的砲塔改裝成海岸炮的想法。1966年，尤哈尼·尼斯卡（Juhani Niska）高級中尉提出了一項建議，將經改進的100毫米T-54坦克砲塔改裝為海岸炮。該提案還比較了瑞典75毫米波佛斯砲塔炮和76 ItK 31 ss等火炮的其他可能性，100毫米T-54砲塔被認為是最合適的解決方案。芬蘭軍方在赫爾辛基外海的卡塔亚洛托要塞測試了T-54砲塔以後，決定從前苏聯購入56座較新型號的T-55砲塔，並且將其修改為100 56 TK海岸炮。作為節省成本的措施，這批砲塔並未選裝穩定器。這措施其後引起了芬蘭國防軍的一些批評，因為雖然在用作固定防禦工事時並不需要穩定器，但芬蘭裝甲旅可以將其用作備用部件。

## 設計
100 TK的炮管總長度為5,608毫米（220.79英吋）。最大射程約為18公里（11.18英里）。其持續射速為6發／分鐘，而發射高爆破片砲彈時的炮口初速為每秒880米／秒（2,887.14英尺／秒）。後膛擋楔重達63.4千克（139.77磅）。該炮的供彈模式為半自動的後膛機構搭配裝填手人工裝彈。火炮經過了修改，使得其最大仰角更高，並且加裝了進行間接射擊時所需的必要設備。由於該砲塔擬定用作海岸防禦工事，因此在砲塔內部塗有一層石棉與木栓的混合物，以防止帶鹽份的水氣在炮塔內凝結。通訊、電力和通風系統大部分直接留用。由於全自動裝彈系統會佔用過多空間，因此研發了簡易型配重操作式炮彈起重機構，以將彈藥轉移到砲塔。

## 操作與修改
第一座砲台建於1968年至1969年。在14座海上要塞中建造了這些砲台之後，而每座砲台都配備了4座這樣的砲塔。起初只建立了其砲位，但從1970年代開始的第二個建設階段起便開始建立具有指揮和存儲設施的一體化陣地，並且改進了防空和防近接戰的陣地。一座砲塔被搭建於木製平台以上，用於測試和訓練。
1980年代，砲台開始接受大型維護和現代化的計劃，最大的修改是砲塔和火炮潛望鏡當中的新式電氣系統。本來從南斯拉夫訂購了新型的潛望鏡，但該國的瓦解和由此引發的南斯拉夫內戰造成了交期拖延。火炮本身則配備了射控计算机和激光测距仪，一部份砲塔還配備了夜視系統。並且以西方零件更新了電氣系統，並對火炮及其所在位置進行了大修。從外觀而言，最明顯的變化是砲塔頂部設有新型的隔熱圓頂，這在偽裝方面也使它們看起來更像石頭。
彈藥部分最嚴重的問題在於並無專用的反艦砲彈。除了標準的坦克砲彈藥和裝有機械延時引信的空爆彈藥以外，還有里加级护卫舰（芬蘭海軍裝備了兩艘這級的艦艇）的半穿甲彈。由於從俄羅斯購買合適彈藥的嘗試失敗，在1990年代初，芬蘭最終還是開始了適合海軍作戰的炮彈的國內自行研發工作。

## 退役
在2006年到2007年之間，由於預算原因，大部份的海岸要塞都已關閉，所屬海岸固定火砲也都已經過時，以致大多數100 TK砲台被停用。2012年，在烏平涅米軍港的最後一次實彈射擊以後，100 TK砲台正式撤裝退役。此後，大多數砲塔都被拆除報廢或轉售。庫伊瓦島的100 TK砲台被保存並改為博物馆。

## 資料來源
1. 1 2  Ahlman, J.: Rannikkolinnakkeiden tulevaisuus （页面存档备份，存于）. Uudenmaan liitto, 2008.
2. 1 2  Jäähyväiset 100 TK:lle. Rannikon Puolustaja 1/2013 （页面存档备份，存于）. Retrieved 2013-04-08.
3. 1 2 3 4 5 6  Enqvist, Ove, , Jyväskylä: Sotamuseo: 216–219, 1999, ISBN 951-25-1033-2
4. ↑  Tuominen, Juha, , Espoo: Ilmatorjuntaupseeriyhdistyksen Hämeen osasto: 67, 2007
5. ↑  Tiilikainen, Heikki, , Jyväskylä: Gummerus Kustannus Oy: 62–63, 2003, ISBN 951-20-6452-9